# Фа-диез минор
Фа-дие́з мино́р (нем. fis-moll, англ. F-sharp minor) — минорная тональность с тоникой фа-диез. Имеет три ключевых знака: фа-, до- и соль-диез.

## Некоторые произведения в этой тональности

### Классическая музыка
- Йозеф Гайдн — симфония № 45 «Прощальная»;
- Александр Глазунов — симфония № 2;
- Николай Мясковский — симфония № 21, соч. 51;
- Сергей Рахманинов — концерт для фортепиано с оркестром № 1, соч. 1, Прелюдия op. 23 № 1;
- Александр Скрябин — концерт для фортепиано с оркестром, соч.20; соната для фортепиано № 3;
- Дмитрий Шостакович — струнный квартет № 7, соч. 108;
- Роберт Шуман — соната для фортепиано № 1.

Единственной композицией Моцарта в данной тональности является вторая часть ля-мажорного концерта для фортепиано с оркестром № 23.

### Современная музыка
- Эннио Морриконе — главная тема кинофильма «Профессионал»;
- «Кино» — «Группа крови», «Перемен»
- Стинг — «Shape of My Heart»
- Оззи Осборн — «Crazy Train»